# Залуцький Олександр Васильович
Олександр Васильович Залуцький (23.06.1954, с. Слобода-Банилів Вижницького району Чернівецької області — 02.07.2018, м. Чернівці) — український педагог-музикант, краєзнавець, доцент Чернівецького національного університету ім. Ю. Федьковича, музично-громадський діяч, голова Чернівецького обласного відділення Національної всеукраїнської музичної спілки (2013).

## Біографія
Народився в с. Слобода-Банилів Вижницького району Чернівецької області. У 1969—1973 рр. навчався на музичному відділі Чернівецького педагогічного училища, у 1984 р. закінчив з відзнакою музично-педагогічний факультет Одеського державного педагогічного інституту ім. К. Д. Ушинського. Трудову діяльність розпочав у 1987 р. викладачем кафедри теорії, історії музики і гри на музичних інструментах Інституту ім. К. Д. Ушинського, з 1992 р. — заступник декана музичного — педагогічного факультету, старший викладач. З 1995 р. продовжує педагогічну діяльність у Чернівецькому університеті ім. Ю. Федьковича: викладач, заступник завідувача кафедрою музики, завідувач секцією народних інструментів, з 1998 р. доцент кафедри. У 2001—2002 рр. — заступник декана педагогічного факультуту, у 2006 р. був обраний членом Вченої ради факультету педагогіки, психології та соціальної роботи.
Помер 2 липня 2918 року в Чернівцях, похований у рідному селі.

## Творчі набутки
За роки творчо-педагогічної діяльності зібрав чималу кількість матеріалів музично-краєзнавчого характеру на основі яких у 2000 р. започаткував навчальну дисципліну «Музичне краєзнавство» для студентів музично-педагогічних спеціальностей, видав 8 випусків авторської серії «Музичне краєзнавство Буковини». У 2012 р. розробив курс «Музична критика» з метою підготовки майбутніх магістрантів до журналістської діяльності.

## Публіцистика
Підготував і опублікував понад 300 наукових статей у фахових журналах: «Мистецтво та освіта» і «Рідна школа» (м. Київ), «Наша школа» (м. Одеса); у центральних і місцевих газетах: «Українська музична газета», «Крайова освіта», «Університетський вісник», «Буковинське віче», «Доба», «Буковина», «Час», «Чернівці». Співавтор навчального посібника «Історія музичної культури й освіти Буковини» (Чернівці, 2011), автор хрестоматії «Музична критика на Буковині» (2012).

## Громадська діяльність
Рецензент численних методичних розробок, партитур, навчальних програм з курсів, посібників, підручників. Неодноразово очолював екзаменаційні комісії в середніх спеціальних закладах, циклові приймальні комісії у вищих навчальних закладах, був членом державних екзаменаційних комісій, мє керівником магістрських робіт студентів спеціальності «Музична педагогіка та виховання», членом журі на різноманітних мистецьких конкурсах. У 2013 р. обраний головою Чернівецького обласного відділення Національної всеукраїнської музичної спілки.

## Нагороди, відзнаки
- Лауреат Літературно-мистецької премії імені Сидора Воробкевича (2007).
- Член Національної всеукраїнської музичної спілки (2000).
- Член Національної спілки журналістів України (2010).
- Диплом «Майстер золоті руки» (1984, м. Одеса).
- Знак ВЦРПС із врученням посвідчення як керівнику оркестру баяністів, що здобув у складі заслуженої капели УРСР звання лауреата ХІХ Міжнародного конкурсу імені професора Георгія Димитрова у м. Варна (НБР, 1987).
- Почесна грамота управління освіти і науки Чернівецької облдержадміністрації.
- Почесна грамота ректорату ЧНУ ім. Ю. Федьковича.
- Грамота правління Чернівецького обласного відділення Українського фонду культури за підготовку учасників мистецької програми «Нові імена — 2006».